# Каменецкий, Марцин
Марцин Каменецкий из Велёполя (ум. 1439) — польский рыцарь и шляхтич, владелец замков Каменец и Добчице, а также 16 сёл.

## Биография
Представитель польского шляхетского рода Каменецких (Москожевских) герба «Пилява». Единственный сын подканцлера коронного, каштеляна каменецкого и саноцкого Клеменса Москожевского (ум. 1408).
Был женат на Катарине Кот, от брака с которой у него было шесть сыновей (Пётр, Марцин, Николай, Ян, Генрик и Клеменс) и три дочери (Катарина, Дорота и Маргарита).
В 1408 году после смерти отца Марцин получил в единоличное владение все его имущество.
В 1410 году вёл споры с мещанами из Кросно, пока король Владислав Ягелло вынужден был разграничить его владения с предместьями Кросно на реке Глубокой и до устья Вислока. Польский хронист Ян Длугош писал о нём, что за насилия и преступления король лишил его Добчице и других имений в окрестностях Кросно. Однако королевская комиссия вернула ему замок Каменец в Оджиконе в 1427 году. В 1423 году он приобрел Велёполе, а в 1428 году продал Петру Коту свои сёла Коморники, Нездув, Буковник и Волице.
В 1448 году после смерти Петра Каменецкого, старшего сына Марцина, его братья: Николай, Марцин и Генрик добровольно разделили между собой отцовское имущество (Корчина и замок Каменец в Оджиконе).